# Mostuea microphylla
Mostuea microphylla är en tvåhjärtbladig växtart som beskrevs av Ernest Friedrich Gilg. Mostuea microphylla ingår i släktet Mostuea och familjen Gelsemiaceae. Inga underarter finns listade i Catalogue of Life.